# Muskuskruid
Muskuskruid (Adoxa moschatellina) is een plant uit de muskuskruidfamilie (Adoxaceae) en het enige lid van het geslacht Adoxa.

## Kenmerken

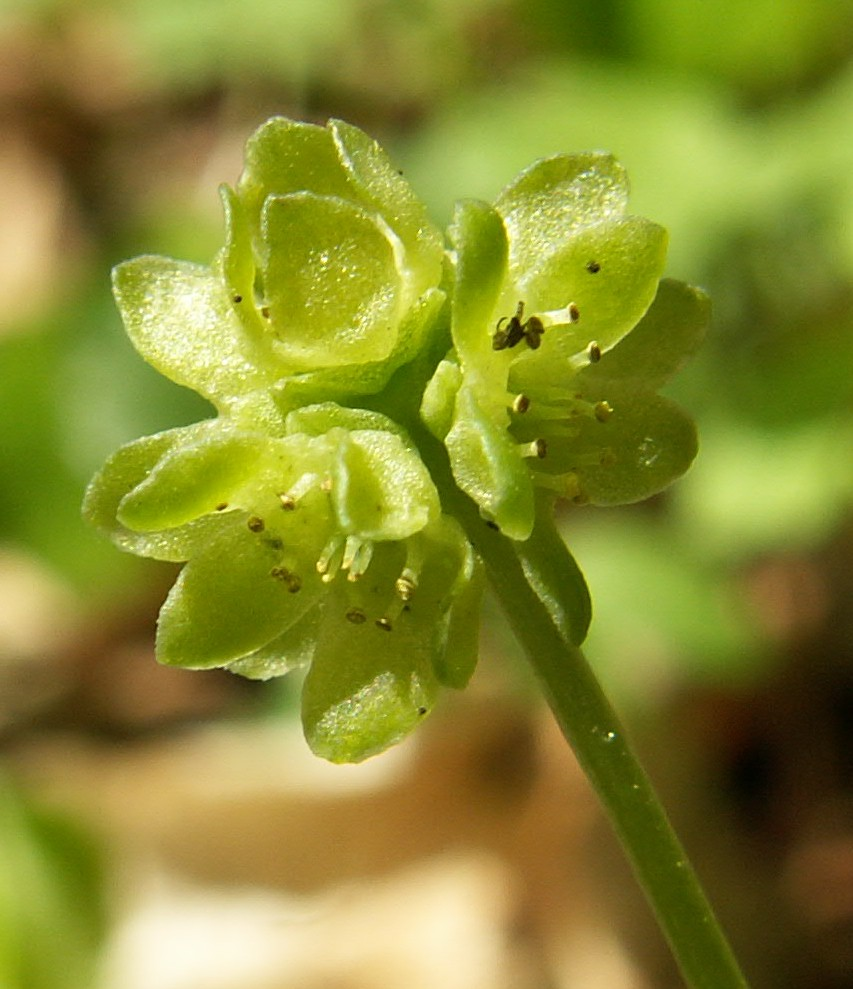
Bloeiwijze

Het plantje wordt 5–15 cm hoog. De meeste bladeren zijn grondstandig en dubbel drietallig. De stengelbladen zijn tegenoverstaand.
De tweeslachtige bloemen zijn regelmatig en staan in een enkel eindelings hoofdje. Aan de bovenzijde en aan de vier zijden hiervan staat een enkele bloem. De zijden zijn ongeveer 1 cm groot. De bovenste bloem heeft vier kroonbladen en twee kelkbladen. De zijdelings geplaatste bloemen hebben vijf kroonbladen en drie kelkbladen. De kroonbladen zijn geelgroen. De bloeitijd loopt van maart tot mei.

## Voorkomen
Muskuskruid komt in loofbossen en tussen struikgewassen voor in de gematigde streken van het noordelijk halfrond. Het heeft een luchtige, vochtige en voedingsrijke bodem nodig.
In België komt het plantje vooral in het zuiden algemeen voor, in de kuststreek is het zeldzaam. In Nederland is het te vinden in Zuid-Limburg, rond Nijmegen en op Texel, in de rest van het land is het zeldzaam tot zeer zeldzaam. 